# Nguyễn Văn Thống
Nguyễn Văn Thống (sinh 1960) là đại biểu Quốc hội Việt Nam khóa 12, thuộc đoàn đại biểu Sóc Trăng.